# Advent Rising
Advent Rising — видеоигра от третьего лица, выполненная в жанре action. Релиз Advent Rising состоялся 31 мая 2005 года на консоли Xbox, и 30 июня 2005 года на PC для Windows (9 августа 2005 года вышла локализованная для России версия, выпущенная компанией Бука). Сценарий игры был написан Дональдом Мастардом, а также авторами научной фантастики, Орсоном Скоттом Кардом, и Кэмерон Дэйтон. Саундтрек игры был исполнен симфоническим оркестром, музыку для которого написал Томми Талларико. 14 сентября 2006 года игра стала продаваться через систему онлайновой дистрибуции Steam.

## Разработка
Изначально Advent Rising задумывалась как трилогия, также планировалось создать продолжение истории на портативной консоли PSP, под названием Advent Shadow. Однако разработка продолжений была прекращена в конце 2005 года — компания Majesco Enterteiment переориентировалась на производство казуальных игр и свернула все работы по созданию продолжения.
В июне 2006 года, Дональд Мастард разместил на своём веб-сайте заявление, в котором он сообщал, что его новая компания, Chair Entertainment, «будет рада закончить историю Advent Rising, если представится такая возможность». Однако в этом же сообщении оговаривалось, что Дональд до сих пор не имеет прав, чтобы заняться разработкой продолжения.
В 2008 году компания Novint добавила к игре поддержку Novint Falcon, и начала продавать её под названием Ascension Reborn только для Novint Falcon.

## Сюжет

### История
Главным героем игры выступает Гидеон Вайт, сопровождающий группу послов людей с космической станции на встречу с инопланетной расой под названием Аурелианцы. На встрече Аурелианцы говорят людям, что они видят в них  богов, а затем предупреждают послов о другой расе инопланетян, называемой Охотниками, которые намереваются уничтожить все человечество. Вскоре после этого космическая станция подвергается нападению охотников. Гидеону удаётся выбраться со станции в спасательной капсуле и приземлиться на планету Эдумея.
На планете Гидеон помогает морским пехотинцам в битве с Охотниками, но вскоре узнаёт, что планета будет уничтожена метеорным потоком. Планета взрывается. Гидеону, Мэрин и Оливии/Итану удаётся выбраться в открытый космос на небольшом судне. Вскоре их подбирает аурелианский корабль. Узнав, что у людей есть мистические способности о которых они даже не догадывались, он начинает тренироваться со своими новыми союзниками.
Когда Гидеон тренируется, корабль атакуют Охотники. Вайт вместе со своими спутниками и некоторыми аурелианцами перебираются в судно Охотников, хотя он находится на краш-курсе с родным миром Аурелианцев. Гидеон и уцелевшие Аурелианцы обнаруживают, что планета переполнена Охотниками. Освободив планету, они отправляются в Галактический совет, чтобы обратиться за помощью в борьбе с нападением Охотников на человечество.
Когда Совет призывает Охотников объясниться, в палатах Совета материализуется существо, утверждающее, что оно является «истинным» человеком и богом. Существо, Короем, несёт полную ответственность за геноцид людей и утверждает, что оно приказало Охотникам уничтожить человечество, потому что они физически подражали Короемам.
Битва начинается после того, как Короем ранит одного из аурелианцев, но в конечном итоге он умирает, когда Гидеон использует ранее неизвестную мистическую способность. Это открывает портал, в который засасывает Гидеона. Он оказывается на ледяной планете, где появляется рогатое существо под названием «Незнакомец» и говорит: «Пойдём со мной, человек, многое предстоит сделать». Затем он уносит Гидеона.

## Персонажи
- Гидеон Вайт — Главный герой игры. Военный пилот.  Среди множества будущих бойцов, военная академия оказала наибольшее внимание Гидеону. Он поступил в неё в подростковом возрасте. Там он оказался вторым в полёте. Его выпуск был ускорен, и он смог сражаться в последний год войны за независимость. Его стратегический блеск помог ему быстро подняться в ранг, и он очутился в разведывательных кругах, когда война закончилась. Под правительственной оплатой он теперь помогает восстановить довоенное процветание в раздираемых войной районах мира. Он является членом одного из последних человеческих форпостов. В русской версии озвучивает Олег Вирозуб.
- Итан Вайт — Старший брат Гидеона. Из-за его знаменитости после Войны за независимость ему назначается роль пилота для миссии первого контакта с аурелианцами. Он использовал свои связи, чтобы установить Гидеона в качестве его второго пилота. Сломал себе ногу после фирменной посадки игрока. Можно спасти его около спасательных капсул. В русской версии озвучивает Сергей Бурунов.
- Оливия Джонс — Невеста Гидеона, учёный, назначенный на Лурийскую космическую станцию. Может быть спасена, как и Итан, дальше по игре появляется в воспоминаниях из прошлого. В русской версии озвучивает Елена Борзунова.
- Мэрин Стил — прославленный пилот Войны за независимость, она сталкивается с Гидеоном, когда тот бежал с Идумии, вместе они улетают на корабле. В дальнейшем Мэрин будет сопровождать Гидеона в его пути. В русской версии озвучивает Ольга Зубкова.
- Келем Фарватерс — представитель Девятого уровня Гаргоны (религиозной касты Аурелии), он тренировался в телекинетическом искусстве. Келем относится к «старой вере», в которой говорится, что открытие людей является частью пророчества, и Аурелианцы получат большую психическую силу через них. В русской версии озвучивает Юльен Балмусов.

## Отзывы
| Сводный рейтинг       | Сводный рейтинг | Сводный рейтинг |
| Издание               | Оценка          | Оценка          |
| Издание               | PC              | Xbox            |
| --------------------- | --------------- | --------------- |
| GameRankings          | 73,75 %         | 67,58 %         |
| Русскоязычные издания |                 |                 |
| Издание               | Оценка          | Оценка          |
| Издание               | PC              | Xbox            |
| «Страна игр»          | 6 / 10          |                 |